# فيلب هاورد، إيرل أروندل الثالث عشر
كان فيلب هاورد، إيرل أروندل الثالث عشر (28 يونيو 1557 – 19 أكتوبر 1595) أحد النبلاء الإنجليز. طوّبه البابا بولس السادس في عام 1970 كأحد الشهداء الأربعين لإنجلترا وويلز. لا يوجد إجماع على ترقيمه في قائمة إيرل أروندل، ويُشار إليه بإيرل أروندل الأول أو العشرين أو الثالث عشر. عاش فيليب هاورد معظم حياته في عهد الملكة إليزابيث الأولى. أُرسل فيلب هاورد إلى برج لندن عام 1585 حيث قضي عشر سنوات من السجن حتى وفاته بسبب الزحار على إثر اتهامات وُجهت إليه باعتناق الكاثوليكية، ومغادرة إنجلترا دون إذن، والمشاركة في مؤامرات اليسوعيين.

## النشأة
وُلد فيليب في ستراند بلندن عام 1557 خلال حركة الإصلاح الإنجليزي، وهو الابن الوحيد لتوماس هاورد، دوق نورفولك الرابع، من زوجته الأولى ماري، ابنة هنري فيتزالان إيرل أروندل الثاني عشر وزوجه السيدة كاثرين غراي. عمده السيد المستشار ورئيس أساقفة يورك نيكولاس هيث في قصر وايتهول بحضور العائلة المالكة، وقد سُمي على اسم عرابه الملك فيليب الثاني، زوج الملكة الحاكمة ماري الأولى.
تُوفيت أمه وهو لا يزال طفلًا، وأودع منذ سن السابعة في بيت كان ديرًا كارثوسيًا في السابق. كان مقدرًا لفيليب أن يكون دوق نورفولك الخامس كونه الابن الأكبر والوريث لأبيه دوق نورفولك الرابع، وقد حمل منذ ولادته لقب إيرل سري، وهو لقب فرعي لدوق نورفولك.
رتب والد فيليب زواج نجله عام 1569 من أخته غير الشقيقة آن داكر، ابنة الزوجة الثالثة لوالده من زواجها الأخير. لما كان الطفلين يبلغان من العمر اثني عشر عامًا في ذلك العام، تقرر أن تكون مراسم الاحتفال بزواجهما بعد سنتين، يكونا حينها قد وصلا سن الرشد. تزوج أخواه، توماس وويليام، وهما أخواه غير الشقيقين، لأبيه وزوجته الثانية مارجريت أودلي، من أختيّ آن، ماري وإليزابيث.
قُبض على والد فيليب، وهو كاثوليكي ذو تعليم بروتستاني، في عام 1569، بسبب تورطه في مؤامرات ضد الملكة إليزابيث الأولى. أُطلق سراحه، ولكن سُجن مرة أخرى في سبتمبر عام 1571، بعد أن كُشف عن مشاركته في مؤامرة ريدولفي، واُعدم في يونيو عام 1572 حينما كان فيليب يبلغ من العمر خمسة عشر عامًا. تولى هنري هاورد عم فيليب رعايته وتعليمه هو وإخوته غير الأشقاء توماس ومارجريت وويليام، وعاشوا معه في أودلي إند، أحد ممتلكات العائلة. خسر فيليب لقب إيرل سيري، ودوقية نورفولك، وصودرت العديد من ممتلكات عائلة أبيه بسبب حادثة الإعدام، ومع أنه لم يستطع استعادة دوقيته إلا أنه وإخوته تمكنوا بعد بضع سنوات من استعادة بعض ممتلكاتهم المُصادَرة.
أُرسل فيليب خلال ذلك الوقت إلى الدراسة في كلية سانت جون في كامبريدج. كانت زوجه، أثناء دراسته بالكلية، تحت حماية جده لأمه هنري فيتزالان، إيرل أروندل الثاني عشر.
تخرج فيلب عام 1574، وهو ابن سبعة عشر عامًا، ثم بدأ يحضر في الديوان الملكي للملكة إليزابيث الأولى عندما بلغ عامه الثامن عشر، ولم يكن قد مر الكثير على إعدام والده بتهمة التآمر ضد الملكة. قضى فيليب حياة طائشة في كامبريدج، ولم يتغير الحال في الديوان الملكي. حظي فيليب بمكانة عنده الملكة على الرغم من ماضي عائلته السيء.
ماتت خالة فيليب عام 1578، ولم يكن لها وارث على قيد الحياة، إذ مات أولادها الثلاثة من زوجها جون لوملي، بارون لوملي الأول، في طفولتهم. أصبح فيليب بعد وفاتها السليل الوحيد على قيد الحياة من عائلة جده لأمه، فكان وريثًا للقب إيرل أروندل وكل ممتلكات عائلة فيتزالان في ساكس، ومن بينها قلعة أروندل التي أصبحت في ما بعد البيت الرئيسي لأحفاد فيليب. حصل فيليب على ميراث عائلة أمه بأكمله بعد وفاة جده عام 1580، وفي بدعة جديدة، أعطته الملكة لقب إيرل أروندل. ظل اللقب منذ ذلك الحين ظل في عائلة هاورد، ومع استعادة دوقية نورفولك عام 1660 أصبح لقب إيرل أروندل لقبًا فرعيًا لدوق نورفولك.